# Yann Robin
Yann Robin (Courbevoie, 12 de febrer de 1974) és un compositor francès de música contemporània.

## Biografia
Yann Robin comença els seus estudis musicals a Ais de Provença. Entra posteriorment a la classe de jazz del CNR de Marsella i rep paral·lelament classes de composició de Georges Bœuf. Al Conservatori nacional superior de música i de dansa de París, obté un primer premi de composició a la classe de Frédéric Durieux i d'anàlisi a la de Michaël Levinas.
Rep una beca de la Fondation Meyer, i premis de l'Académie des Beaux-Arts així com de la Fondation Salabert. De 2006 a 2008 segueix el curs de composició i música assistida per ordinador d'IRCAM.
De 2009 a 2010 és resident a la Vil·la Mèdici a Roma, on crea el Festival Controtempo de música contemporània.
La SACEM li concedeix el Grand Prix de la Musique Symphonique l'any 2011.
La seva música és publicada a les Edicions Jobert.

## Obres
La seva obra s'associa usualment al corrent artístic de la musique saturée, juntament amb les de Raphaël Cendo i Franck Bedrossian.

### Música orquestral
- 2004, 4'33dB per a orquestra
- 2003, Les Couleurs du Temps per a orquestra
- 2005, Polycosm, per a 5 instruments tradicionals i orquestra
- 2008, Dementia Praecox per a gran orquestra
- 2013, Monumenta per a gran orquestra
- 2015, Ashes per a gran orquestra
- 2016, Quarks per a violoncel i gran orquestra

### Música d'ensemble
- 2004, Mnemosyne per a viola i setze instruments
- 2005, Les Histoires parallèles per a 15 instruments
- 2006, Art of metal per a clarinet contrabaix i 17 músics
- 2006, Mosaïcos per a 11 cordes
- 2007, Art of metal III per a clarinet contrabaix i ensemble
- 2008, Countdown per a ensemble
- 2008, Titans per a 12 percussionistes
- 2009, Cinq Microludes per a saxòfon soprano i electrònica
- 2009, Vulcano per a ensemble
- 2012, Backdraft per a ensemble
- 2014, Asymétriades per a contrabaix i ensemble
- 2015, Arkham per a gran conjunt
- 2015, Unza Danza per a petit conjunt
- 2017, Esclat per a petit conjunt
- 2018, Ubergang per a ensemble
- 2018, Ubergang II per a ensemble

### Música de cambra
- 2004, Phigures per a clarinet, violí, violoncel i piano
- 2005, Chants contre champs per a corn anglès, trombó i clarinet contrabaix
- 2006, Phigures II per a clarinet, violí, violoncel, piano i vibràfon
- 2006, Schizophrenia per a clarinet en si bemoll i saxòfon soprano
- 2010, DJ-M per a clarinet baix i violoncel
- 2011, Breathless per a fagot i clarinet contrabaix
- 2011, Con fuoco per a violoncel i piano
- 2011, Quartet de corda n°2 Crescent Scratches
- 2012, Extracció per a clarinet contrabaix i 2 clarinets baixos
- 2014, Fterà per a clarinet baix, piano i viola
- 2015, Quartet de corda n°3 Shadows
- 2016, Fterà II per a clarinet baix, violoncel i piano
- 2016, Trio basso per a clarinet baix, violoncel i contrabaix

### Música solista
- 2001, Rèquiem per a violoncel « à la memoire d'Hélène »[3]
- 2003, Styx per a clarinet
- 2005, Una Melodia per a violoncel solo
- 2013, Draft I per a acordió
- 2014, Draft II per a violí
- 2014, Draft III per a viola
- 2017, Draft IV per a violoncel

### Obres amb electrònica
- 2005, Chaostika per a percussió i electrònica gravada
- 2007, Art of metal II per a clarinet contrabaix i electrònica
- 2009, Quartet de corda n°1 Scratches per a quartet de corda i electrònica
- 2012, Inferno per a gran orquestra i electrònica

### Música vocal i coral
- 2004, Litaneia per a soprano, tres flautes, clarinet i percussió
- 2006, Ni l'un ni l'autre per a una parella de ballarins, mezzo-soprano, violoncel i saxòfon
- 2009, Rilke Fragment per a cor
- 2018, La Papillon noir per a actriu-cantant, cor i 13 instruments